# Kid Down
Kid Down ist eine schwedische Pop-Punk Band aus Åmål, Dalsland.

## Geschichte
Kid Down gründete sich bereits im Jahre 2001. Zwei Jahre später kam ihre erste EP heraus. 2007 bekamen Kid Down Rockbjörnens Myspace-Preis verliehen. Am 20. Oktober 2008 kam ihr aktuelles Album "I Want My Girlfriend Rich" auf dem schwedischen Indie-Label Burning Heart Records in Schweden heraus. Es wurde von Roberto Laghi produziert, der u. a. auch mit In Flames und Hardcore Superstar zusammengearbeitet hat. Zu der Veröffentlichung im restlichen Europa am 20. März 2009 tourten sie im Vorprogramm von Fall Out Boy. Sie gewannen außerdem am 23. Januar den Swedish Metal Award in der Kategorie "Bestes Punk/Hardcore Album". Im April 2009 touren sie durch Europa, teilweise als Vorband für Emery und MxPx, und spielen dann am 17. und 18. April beim Groezrock Festival in Belgien zusammen mit Bullet for My Valentine, Rise Against uvm.

## Diskografie

### Alben
- And The Noble Art Of Irony (Burning Heart Records, 2007)
- I Want My Girlfriend Rich (Burning Heart Records, 2008)
- Murphy's Law (Burning Heart Records, 2010)

### EPs
- We'll make it away (2003)
- Deadkidsongs (Atenzia Records, 2005)
- Red Lights Digital EP (zum Download, Epitaph Europe, 2008)